# Oskar Marko
Oskar Marko (Novi Sad, 14. jul 1990) srpski je naučnik, preduzetnik i muzičar. Predavač je na Prirodno-matematičkom fakultetu Univerziteta u Novom Sadu na smeru Master u nauci o podacima, suosnivač i direktor kompanije Cropt i pevač i gitarista benda Monohrom.
Trenutno obavlja funciju pomoćnika direktora za inovacije i razvoj poslovanja Instituta BioSens.

## Obrazovanje
- 2009-2013. osnovne studije, Energetika, elektronika i telekomunikacije, Fakultet tehničkih nauka Univerziteta u Novom Sadu
- 2011-2012. osnovne studije, Telekomunikacije, City University London, UK
- 2013-2014. Master studije, Telekomunikacije i obrada signala, Fakultet tehničkih nauka Univerziteta u Novom Sadu
- 2014-2019. Doktorske studije, Energetika, elektronika i telekomunikacije, Fakultet tehničkih nauka Univerziteta u Novom Sadu

## Nauka
Osnovne, master i doktorske studije završio je na Fakultetu tehničkih nauka, dok je treću godinu osnovnih studija proveo na londonskom City University-u, gde je odbranio diplomski rad u domenu obrade signala. Od tada se bavi razvojem novih algoritama na polju mašinskog/dubokog učenja i veštačke inteligencije primenjenoj u poljoprivredi. Vodio je tim BioSensa koji je razvio nove algoritme za predikciju prinosa, distribuciju semena i optimizaciju strategije setve, koje su Institutu osigurale prvo mesto na Sindžentinom „Izazovu za useve” i CGIAR-ovom „Inspirišućem izazovu”. Aktivno je uključen u mnoge projekte iz poziva Horizont 2020, među kojima su Antares, Cybele, Dragon i Flexirobots, kao i u projekte sa kompanijama poput Krivaje, MK, Delte i drugih poljoprivrednih kompanija i osiguravajućih kuća.
Od 2018. godine, Oskar drži predavanja i vežbe na predmetima “Prepoznavanje oblika i mašinsko učenje” i “Uvod u obradu slike” na Masteru u nauci o podacima na PMF-u.

## Kompanija Cropt
Oskar je zajedno sa Sanjom Brdar suosnivač kompanije Cropt koja se bavi razvojem visokotehnoloških inovacija za poljoprivredu budućnosti. Cropt-ova rešenja se temelje na kombinaciji veštačke inteligencije, analitike velikih podataka (Big Data) i domenskog znanje, a za cilj imaju povećanje profita, smanjenje rizika i uspostavljanje održive poljoprivredne proizvodnje. Kompanija je osnovana jula 2019. godine kao prvi spinof Instituta BioSens i do danas je implementirala nekoliko platformi za optimizaciju setvene strukture, digitalno osiguranje u poljoprivredi i predikciju prinosa i rizika proizvodnje.

## Muzika
Oskar Marko je pevač i gitarista benda Monohrom. Monohrom svira od 2016. godine, a od uticaja navode alternativnu britansku scenu ’90-ih, pank ’80-ih i rokenrol ’60-ih. Iza sebe imaju jedan album koji nosi naziv po imenu benda i sadrži 11 pesama sa pevljivim refrenima i jakim gitarskim deonicama, dok je novi album najavljen za 2021. godinu. Pre današnje grupe svirao je sa bendom Selfimmolation i bendom Frontline.

## Nagrade i priznanja
- Nagrada „prof. dr Ilija Stojanović” za najbolje studente telekomunikacija u Srbiji (2013),[5]
- 1. nagrada na Syngenta-inom „Izazovu za useve” (Crop Challenge) (2017),
- Nagrada na CGIAR-ovom „Inspirišućem izazovu” (2018),
- „30 ispod 30” za 30 najuspešnijih ljudi ispod 30 godina, Bizlife magazin (2018).[6]

## Spoljašnje veze
- Zvanična prezentacija
- „Oskar Marko: Kod kuće je najbolje”. Новости. Приступљено 30. 12. 2020.